# バーグルエン賞
バーグルエン賞、正式名称バーグルエン哲学・文化賞（英語: Berggruen Prize for Philosophy and Culture）は、「哲学のノーベル賞」を目指して創設された賞。賞金は100万ドル。
アメリカ合衆国の投資家・慈善家ニコラス・バーグルエンが2010年に設立したシンクタンクバーグルエン研究所において、2016年に創設された。創設理由の一つとして、「文学・経済学・化学等にはノーベル賞があるにもかかわらず哲学には無かった」ことが挙げられる。2019年受賞者のルース・ベイダー・ギンズバーグのように、哲学の専門家でない人物が受賞することもある。
毎年12月に発表され、ニューヨーク公共図書館本館で贈呈式が行われてきた。初回の2016年にはチャールズ・テイラーが受賞し、エイミー・ガットマンやファリード・ザカリアが贈呈式に出席した。
2022年には、柄谷行人がアジア人初の受賞者となった。同年の審査委員長はアントニオ・ダマシオで、柄谷を推薦した委員は汪暉とユク・ホイだった。贈呈式は2023年4月、東京の国際文化会館で行われ、浅田彰・大澤真幸・國分功一郎・斎藤幸平らも出席した。

## 受賞者
| 年   | 写真 | 受賞者名                       | 国             | 分野                                   |
| ---- | ---- | ------------------------------ | -------------- | -------------------------------------- |
| 2016 |      | チャールズ・テイラー           | カナダ         | 政治哲学、宗教哲学                     |
| 2017 |      | オノラ・オニール               | イギリス       | 政治哲学、倫理学                       |
| 2018 |      | マーサ・ヌスバウム             | アメリカ       | 政治哲学、倫理学、フェミニズム、哲学史 |
| 2019 |      | ルース・ベイダー・ギンズバーグ | アメリカ       | 法律、フェミニズム                     |
| 2020 |      | ポール・ファーマー             | アメリカ       | 医療人類学                             |
| 2021 |      | ピーター・シンガー             | オーストラリア | 倫理学                                 |
| 2022 |      | 柄谷行人                       | 日本           | 政治哲学、哲学史、文芸批評             |
| 2023 |      | パトリシア・ヒル・コリンズ     | アメリカ       | 社会理論、フェミニズム                 |

## 審査委員

### 現在の審査委員
| 写真 | 委員名                       | 国                       | 加入年 |
| ---- | ---------------------------- | ------------------------ | ------ |
|      | クワメ・アンソニー・アッピア | イギリス ガーナ アメリカ | 2016   |
|      | デイヴィッド・チャーマーズ   | オーストラリア           | 2016   |
|      | アントニオ・ダマシオ         | ポルトガル アメリカ      | 2016   |
|      | ユク・ホイ                   | 香港                     | 2020   |
|      | シリ・ハストヴェット         | アメリカ                 | 2021   |
|      | プラタープ・バーヌ・メフタ   | インド                   | 2021   |
|      | エリフ・シャファク           | トルコ イギリス          | 2016   |
|      | 汪暉                         | 中国                     | 2016   |

### 過去の審査委員
| 写真 | 委員名                   | 国              | 加入年 | 退任年 |
| ---- | ------------------------ | --------------- | ------ | ------ |
|      | レスゼク・ボリシェヴィコ | イギリス        | 2016   | 2020   |
|      | エイミー・ガットマン     | アメリカ        | 2016   | 2021   |
|      | アマルティア・セン       | インド アメリカ | 2016   | 2020   |
|      | アリソン・シモンズ       | アメリカ        | 2016   | 2021   |
|      | マイケル・スペンス       | アメリカ カナダ | 2016   | 2020   |
|      | ジョージ・ヨー           | シンガポール    | 2016   | 2020   |